# Институт электронных управляющих машин
Институт электронных управляющих машин (ИНЭУМ), ныне — ПАО «ИНЭУМ им. И. С. Брука» — один из первых советских научных центров, олицетворяющих эпоху начала разработки и применения компьютеров в СССР. Организатором и первым директором ИНЭУМ был член-корреспондент АН СССР Исаак Семёнович Брук (1902—1974).

## Первые проекты ЭВМ
Начало исследовательских работ И. С. Брука по проблеме программируемых (цифровых) вычислительных машин относится к 1948 г. Он первым в СССР (совместно с Б. И. Рамеевым) разработал проект цифровой ЭВМ с жёстким программным управлением.
4 декабря 1948 г. Государственный комитет Совета министров СССР по внедрению передовой техники в народное хозяйство зарегистрировал под № 10475 изобретение И. С. Брука и Б. И. Рамеева «Автоматическая цифровая электронная машина». 
Это было первое авторское свидетельство, связанное с развитием отечественной вычислительной техники.
В декабре 1951 года в лаборатории электросистем Энергетического института (ЭНИН) АН СССР (с 1957 года — Лаборатория управляющих машин и систем АН СССР) был выпущен научно-технический отчёт «Автоматическая цифровая вычислительная машина (М-1)», утверждённый 15 декабря 1951 года директором ЭНИН АН СССР академиком Г. М. Кржижановским.
В процессе проектирования и разработки М-1 были предложены и реализованы принципиально новые технические решения. В частности: система двухадресных команд, нашедшая впоследствии широкое применение в отечественной и зарубежной вычислительной технике. Логические схемы в машине М-1 строились на полупроводниковых элементах — малогабаритных купроксных диодах КВМП-2-7, что позволило значительно уменьшить её габариты. Одним из первых на М-1 решал задачи по ядерным исследованиям академик С. Л. Соболев, бывший в то время заместителем директора по научной работе в институте И. В. Курчатова. Три года машина М-1 находилась в эксплуатации и первые полтора года оставалась единственной в СССР действующей ЭВМ. Она была изготовлена в одном экземпляре, но её архитектура и многие принципиальные схемотехнические решения были приняты в дальнейшем за основу при разработке серийных машин «Минск», «Раздан» и др.

## Малые ЭВМ для научных расчётов
Разработка и монтаж машины М-2 были проведены с апреля по декабрь 1952 года. Уже в 1953 году на ЭВМ были проведены численные расчёты нагрева ракет в атмосфере Земли. Результаты расчётов использовались в ОКБ С. П. Королёва для определения необходимого количества теплозащитного материала конструируемой межконтинентальной ракеты.
Следующей ЭВМ стала М-3, разработанная совместно с Научно-исследовательским институтом электротехнической промышленности (ныне — ВНИИЭМ). В машине была реализована концепция малогабаритной ЭВМ и широко использованы полупроводниковые элементы. Это позволяло применять её в научно-исследовательских организациях и конструкторских бюро без создания специальных помещений. На М-3 производилось интегрирование обыкновенных дифференциальных уравнений и уравнений в частных производных (как линейных, так и нелинейных), решение систем линейных уравнений со многими неизвестными, алгебраических и трансцендентных уравнений и др.

## ИНЭУМ АН СССР
В целях расширения и усиления научно-исследовательских работ по управляющим машинам и системам Президиум Академии наук СССР постановляет: 
1. Признать целесообразным выделить из Лаборатории электрических систем Энергетического института им. Г. М. Кржижановского на правах самостоятельного научного учреждения в составе Отделения технических наук
Лабораторию цифровых управляющих машин и систем
с тематикой, определённой п. 4 пятилетнего плана проблемы объединения энергетических систем, сохранив в структуре ЭНИН’а Лабораторию электрических систем. 
2. Поручить Энергетическому институту, Институту электромеханики и  Лаборатории цифровых управляющих машин и систем распределить работу по пятилетнему плану плана проблемы объединения энергосистем.
В конце 1950-х годов И. С. Брук сформулировал понятие управляющих ЭВМ, которые отличаются характером связи с объектом управления, возможностью работы в реальном времени и более высокой надёжностью, в том числе, в неблагоприятных промышленных условиях внешней среды. Впервые предлагалось применять вычислительную технику не только для сложных математических, физических или технических расчётов, но и для управления технологическими объектами и автоматизации производства в целом.
Тем самым было открыто новое и перспективное направление разработок. Объективная необходимость реализации идей Брука привела к созданию в 1956 году самостоятельной лаборатории цифровых управляющих машин и систем, а в 1958 году на базе Лаборатории управляющих машин и систем (ЛУМС) АН СССР нового института — Института электронных управляющих машин (ИНЭУМ) АН СССР. В структуру института были включены следующие подразделения:
- теоретический отдел;
- отдел технической кибернетики[~ 1];
- отдел вычислительной техники;
- вычислительный отдел.

Его первым директором был назначен сам И. С. Брук. В этот период были разработаны управляющие комплексы М-7 для автоматизации мощных энергоблоков. Были разработаны электронная вычислительная машина М-4, предназначенная для управления в реальном масштабе времени комплексом радиолокационных станций, и параллельная вычислительная система М-10, завершённая уже в НИИВК, который был образован в 1967 году и директором которого был назначен их главный конструктор М. А. Карцев.

## ИНЭУМ с 1970-х до наших дней
В начале 1970-х ИНЭУМ стал головным разработчиком системы АСВТ-М (агрегатная система средств вычислительной техники на микроэлектронной базе), позволяющей реализовывать вычислительные комплексы для использования на различных уровнях иерархии управления. Разработанные в институте модели АСВТ-М включали три типа центральных ядер вычислительных систем (М-4000, М-400, М-40) с общим набором устройств ввода-вывода, отображения информации, устройств связи с объектами, устройств контроля и регулирования. М-4000 была первой в СССР машиной на интегральных схемах.
В 1970—1980 годах ИНЭУМ возглавил работы по созданию системы малых ЭВМ (СМ ЭВМ). Исследования, разработки и производство средств вычислительной техники по программе СМ ЭВМ проводились в рамках межотраслевой и международной кооперации и позволили организовать крупносерийное производство мини- и микро-ЭВМ, управляющих комплексов (УВК), измерительно-вычислительных комплексов (ИВК) и автоматизированных рабочих мест (АРМ) на предприятиях Минприбора, Минрадиопрома и др. в СССР (в Киеве, Москве, Вильнюсе, Северодонецке, Орле, Тбилиси, Виннице, Черновцах, Гомеле) и предприятиях других стран. В 1974—2000 гг. было выпущено более 80 тыс. вычислительных комплексов СМ ЭВМ, которые стали основой технологической базы автоматизации управления и обработки информации в различных отраслях народного хозяйства. Широкое применение в различных сферах народного хозяйства, в том числе в атомной энергетике нашли промышленные управляющие вычислительные комплексы CM 1820M и промышленные контроллеры на базе процессоров семейства Pentium и дополнительных модулей связи с объектом, взаимодействующих через системный интерфейс Compact PCI (cPCI). Важно подчеркнуть, что индустрия СМ ЭВМ включала в себя развитую по всей стране инфраструктуру технического обслуживания и обучения. Средства СМ ЭВМ явились массовой школой для многих десятков тысяч специалистов, которые входили тогда в мир применения компьютерных технологий.
В 1983—1984 гг. часть сотрудников ИНЭУМ (во главе с директором Б. Н. Наумовым) перешла во вновь созданный Институт проблем информатики Академии наук СССР (ИПИАН), ныне (ИПИ РАН).
C 2006 года ПАО «ИНЭУМ им. И. С. Брука» в кооперации с АО «МЦСТ» участвует в разработке и производстве вычислительных комплексов на базе отечественных высокопроизводительных микропроцессоров платформы «Эльбрус».
В 2008 г. в связи с 50-летием открытому акционерному обществу «Институт электронных управляющих машин» (ОАО «ИНЭУМ») присвоено имя И. С. Брука.
В 2010 году Указом Президента РФ в целях сохранения и развития научно-производственного и технологического потенциала предприятий оборонно-промышленного комплекса в области автоматизации управления и связи в интересах обороноспособности, безопасности и социально-экономического развития государства Институт включён в состав открытого акционерного общества «Системы управления», интегрировавшего в своём составе ряд стратегических научно-производственных предприятий отрасли.
С 2018 года ПАО «ИНЭУМ им. И. С. Брука» входит в состав ведущего разработчика и поставщика оборудования и комплексных цифровых решений гражданского назначения, созданного госкорпорацией «Ростех» на базе концерна «Автоматика».

## Руководители
- 1958 — И. С. Брук
- 1964 — Н. В. Паутин
- 1967 — Б. Н. Наумов
- 1984 — Н. Л. Прохоров
- 2006 — А. К. Ким

## Образовательная деятельность
В 1972 году по инициативе ИНЭУМ был создан Московский Учебно-производственный центр вычислительной техники (УПЦ ВТ). Первым его научным руководителем стал научный сотрудник ИНЭУМ профессор Александр Львович Брудно — выдающийся математик и педагог. В 1991 году УПЦ ВТ был преобразован в первое в стране профильное образовательное учреждение для учащихся старших классов с полным набором компонент общеобразовательного учебного плана — Лицей № 1533 (информационных технологий). Опыт, накопленный в УПЦ ВТ, стал надёжной методической основой лицея.
Базовая кафедра ОАО «ИНЭУМ им. И. С. Брука» в МИРЭА.
Кафедра является выпускающей по направлениям:
230101.65 — «Вычислительные машины, комплексы, системы и сети»
230200.68 — «Информационные системы»
Базовая кафедра ОАО «ИНЭУМ им. И. С. Брука» в МФТИ.
Кафедра информатики и вычислительной техники является выпускающей по направлениям:
552800 «Информатика и вычислительная техника»
511600 «Прикладная математика и физика»
Аспирантура ОАО «ИНЭУМ им. И. С. Брука» готовит научные кадры по специальностям:
05.13.05 — «Элементы и устройства вычислительной техники и систем управления»
05.13.11 — «Математическое и программное обеспечение вычислительных машин, комплексов и компьютерных сетей»

## Оценка вклада
Вклад коллектива института в историю становления, развития и применения отечественной вычислительной техники отражён в энциклопедических справочных изданиях.
Отечественная электронная вычислительная техника. Биографическая энциклопедия — М.: Столичная энциклопедия, 2014. - 400 с. ISBN 978-5-903989-25-6

Александриди Тамара Миновна

Брудно Александр Львович

Брук Исаак Семёнович

Волконский Владимир Юрьевич

Гливенко Елена Валерьяновна

Глухов Юрий Никитич

Гробман Давид Матвеевич

Егоров Геннадий Алексеевич

Иванов Леонид Васильевич

Кабалевский Александр Николаевич

Кабанов Николай Дмитриевич

Калиниченко, Леонид Андреевич

Карцев Михаил Александрович

Ким Александр Киирович

Козмидиади Владимир Александрович

Ландау Игорь Яковлевич

Ленов Николай Николаевич

Матюхин Николай Яковлевич

Наумов Борис Николаевич

Паутин Николай Васильевич

Перекатов Валерий Иванович

Пройдаков, Эдуард Михайлович

Прохоров, Николай Леонидович

Раев Вячеслав Константинович

Рогачёв Юрий Васильевич

Рябцев Юрий Степанович

Сахин Юлий Хананович

Семенихин Сергей Владимирович

Сёмик Валентин Петрович

Сергеев Борис Георгиевич

Степченков Юрий Афанасьевич

Фельдман Борис Яковлевич

Фельдман Владимир Маркович

Филинов Евгений Николаевич

Фукс Виссарион Исаакович

Хрущёв Сергей Никитич

Цибуль Ефим Ильич

Шидловский Рене Павлович

Шкамарда Александр Николаевич

## Комментарии
1. ↑  Созданный в 1958 году в ИНЭУМ отдел стал первым в системе АН СССР структурным подразделением по тематике технической кибернетики.
В 1959 году по предложению А. И. Берга был создан Научный совет по комплексной проблеме «Кибернетика» при Президиуме АН СССР.
При активной поддержке А. И. Берга позднее были образованы Институт кибернетики АН Грузинской ССР (1960) и Институт кибернетики АН Украинской ССР (1962).